# Monserrate (São Tomé)
Monserrate é uma aldeia de São Tomé e Príncipe, localiza-se no Distrito de Cantagalo, ilha de São Tomé, próxima às localidades de Penheria, de Guegue, de Uba Budo e de Uba Budo Velho.